# قناة الإسكندرية
قناة الإسكندرية أو تليفزيون الإسكندرية هي قناة فضائية وأرضية مصرية، تهتم بالبرامج الترفيهية والإخبارية والرياضية والاجتماعية، تتبع لشبكة تليفزيون المحروسة التابع للهيئة الوطنية للإعلام، ويقع مقرها في مدينة الإسكندرية شمال مصر، بدأت البث في 12 ديسمبر 1990، وكانت تسمى في البداية باسم القناة الخامسة، وذلك لخدمة محافظات الإسكندرية والبحيرة ومطروح. وكانت تبث في سنواتها الأولى على الترددات الأرضية، وفي عام 2005 تم رفعها للبث على القمر الصناعي نايل سات لمدة عام تقريباً، بعد ذلك تم وقفها من البث الفضائي، حتى اتخذ قرار برفعها على النايل سات منذ يوم 1 يونيو 2011، وتغيير اسمها إلى قناة الإسكندرية.

## البرامج
- برنامج هنا الإسكندرية.
- برنامج الفنار.
- مطلوب التعقيب.
- برنامج بنات أفكاري.
- برنامج مصر المحروسة.

## أنظر أيضًا
- شبكة تليفزيون المحروسة.
- شبكة تليفزيون النيل.

## وصلات خارجية
- الموقع الرسمي للهيئة الوطنية للإعلام نسخة محفوظة 21 أكتوبر 2022 على موقع واي باك مشين.